# NGC 2380
NGC 2380 (другие обозначения — NGC 2382, ESO 492-12, MCG -5-18-5, CGMW 2-842, PGC 20916) — линзообразная галактика (SB0) в созвездии Большой Пёс.
Этот объект занесён в новый общий каталог несколько раз, с обозначениями NGC 2380, NGC 2382.
Этот объект входит в число перечисленных в оригинальной редакции «Нового общего каталога».
Джон Гершель наблюдал галактику два раза, 1 и 5 февраля 1837 года, но каталогизировал её как два разных объекта. Составитель NGC Джон Дрейер не заметил идентичности NGC 2380 и NGC 2382, не заметил её и астроном Герберт Хоу, однако он легко нашёл NGC 2380, но безуспешно пытался найти NGC 2382.